# Ophiohelus pellucidus
Ophiohelus pellucidus is een slangster uit de familie Ophiacanthidae.
De wetenschappelijke naam van de soort werd in 1880 gepubliceerd door Theodore Lyman.